# Flaminio (Roma)
Flaminio è il primo quartiere di Roma, indicato con Q. I.
Il toponimo indica anche la zona urbanistica 2C del Municipio Roma II di Roma Capitale
Prende il nome dalla via Flaminia.

## Geografia fisica

### Territorio
Si trova nell'area nord della città, a ridosso delle Mura aureliane, incuneato tra il lato sinistro della via Flaminia e la sponda sinistra del Tevere.
Il quartiere confina:
- a nord e a ovest con il quartiere Q. XV Della Vittoria[1]
- a est con i quartieri Q. II Parioli[2] e Q. III Pinciano[3]
- a sud con il rione R. IV Campo Marzio[4]

La zona urbanistica confina:
- a nord-ovest con la zona urbanistica 20X Foro Italico
- a est con le zone urbanistiche 2A Villaggio Olimpico, 2B Parioli e 2X Villa Borghese
- a sud con la zona urbanistica 1A Centro Storico
- a ovest con le zone urbanistiche 17A Prati e 17B Della Vittoria

## Storia
Il Flaminio è fra i primi 15 quartieri nati nel 1911, ufficialmente istituiti nel 1921.
Negli anni si è accresciuto il prestigio di questo quartiere, che è diventato una sorta di contenitore culturale, grazie ai numerosi musei, teatri e centri multifunzionali (come l'Auditorium Parco della Musica). Negli ultimi anni il valore degli immobili è aumentato a tal punto da parificare la zona al centro storico.
Fino alla fine del XIX secolo il lungo rettilineo di via Flaminia raggiungeva l'antico ponte Milvio attraverso una piatta distesa di campi periodicamente allagati dalle piene del fiume, che rendevano poco favorevole l'insediamento nell'area.

Il moderno ponte pedonale della Musica, inaugurato nel 2011

È in questa situazione di territorio vergine che nel 1905 la Società Automobili Roma individua l'area dell'ansa del Tevere come luogo idoneo per la localizzazione dei suoi stabilimenti e impianti di produzione industriale. Gli anni successivi vedono il completamento e il consolidamento dell'insediamento industriale, mentre si compie la prima sostanziale trasformazione e urbanizzazione dell'intera area, tra il fiume e le pendici della collina dei Parioli. Nascono i primi complessi di edilizia pubblica e iniziano a prendere corpo i primi tracciati stradali che disegnano l'ansa del fiume. Con l'Esposizione nazionale del 1911, l'area definisce il suo carattere prevalente, ancora attuale, di polo culturale, per l'intrattenimento sportivo e il tempo libero: vengono realizzati l'Ippodromo dei Parioli (inaugurato nel 1911, fu chiuso nel 1929), lo Stadio Nazionale, le diverse sedi espositive di Valle Giulia, con la Galleria nazionale d'arte moderna e contemporanea e i padiglioni stranieri.
L'inizio del primo conflitto mondiale cambia il destino dell'area industriale, riconvertendola a usi militari. Il grande stabilimento Società Automobili Roma viene trasformato nella Reale Fabbrica di Armi, ospitando le caserme e le officine, edifici minuti a tipologia essenziale e caratteri architettonici lineari. Dopo la pausa del secondo conflitto mondiale, l'assegnazione a Roma dei Giochi Olimpici del 1960 apre una nuova fase di profonda trasformazione urbana dell'area. La costruzione del Villaggio Olimpico, gli impianti sportivi – Palazzetto dello Sport e Stadio Flaminio – e le sedi delle Federazioni riconfermano la vocazione sportiva che l'area aveva avuto fin dall'inizio del secolo.
Nei decenni successivi l'articolato sistema di residenze, impianti e attrezzature sorto nel settore orientale dell'ansa del Tevere si consolida con ulteriori piccoli interventi. Le opere di Libera, Cafiero, Moretti, Monaco, Luccichenti, Vitellozzi e Nervi formano così un insieme omogeneo, un manifesto complesso, articolato e riconoscibile del linguaggio architettonico e delle forme contemporanee. Tuttavia è con l'avvio del concorso per il nuovo Auditorium, nel 1994, che il quartiere Flaminio affronta una terza fase di riqualificazione urbana di grande respiro. Una fase che si svilupperà per quasi un decennio, quando la realizzazione del progetto di Renzo Piano, con i suoi insoliti volumi zoomorfi, porterà nell'area nuove funzioni e qualità urbane. Un processo di trasformazione proseguito con l'inaugurazione nel 2010 del MAXXI (Museo della arti del XXI secolo) progettato dall'architetto Zaha Hadid e con l'inaugurazione nel 2011 del nuovo ponte della Musica, esclusivamente pedonale.

### Stemma
D'azzurro al pileo del flamine d'argento ornato d'oro.

## Monumenti e luoghi d'interesse

### Architetture civili

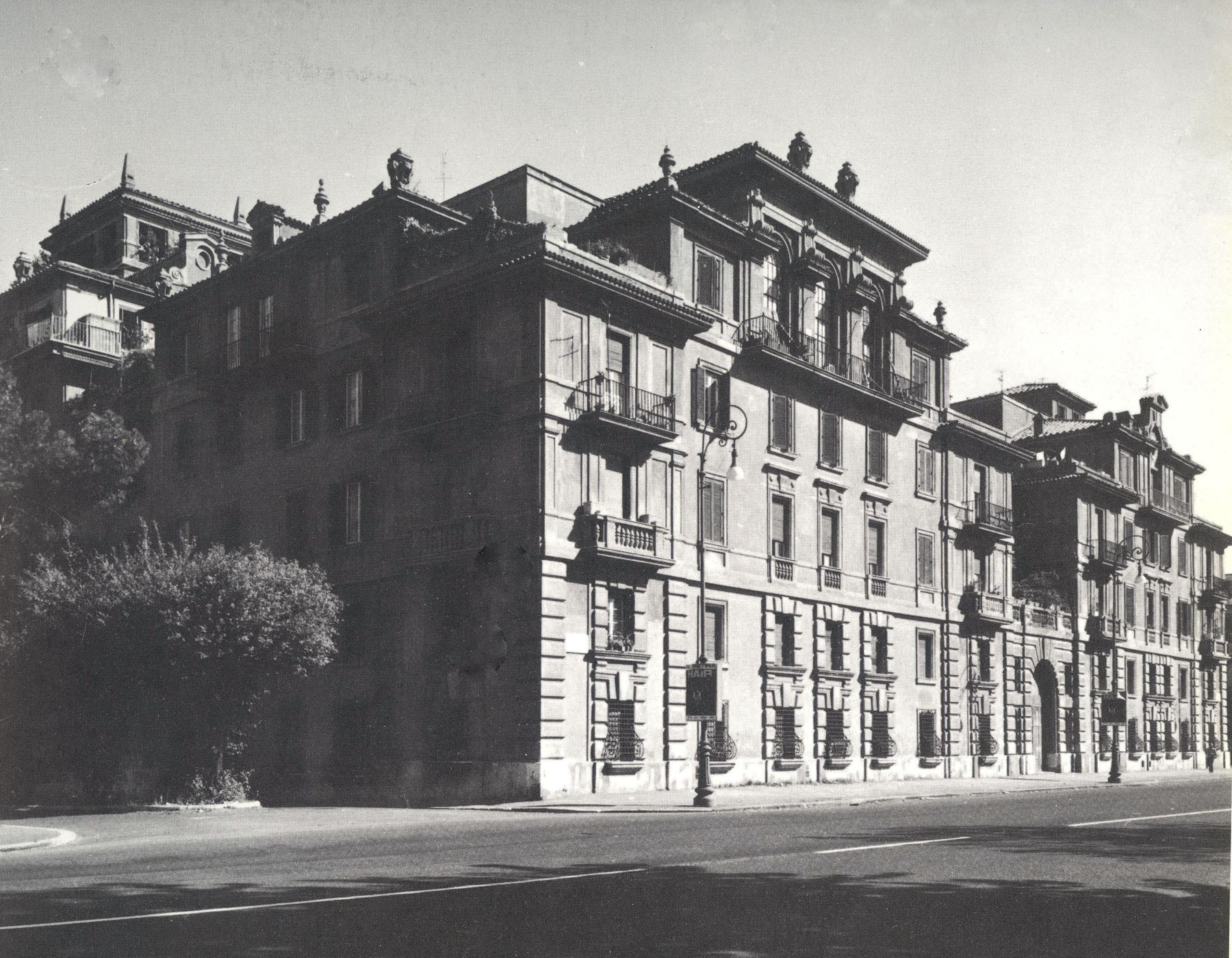
Edifici ICP al Flaminio di Giuseppe Wittinch

- Palazzo Marina, sul lungotevere delle Navi. Edificio in stile neobarocco del XX secolo (1912-28).

Progetto dell'architetto Giulio Magni, sede del Ministero della Marina (1928-1947) e poi dello Stato maggiore della Marina (dal 1947 in poi).
- Case ICP Flaminio II, su piazza Perin del Vaga. Edifici del XX secolo (1925-27).[6] 41.924874°N 12.464779°E

Progetti degli architetti Tito Bruner, Mario De Renzi, Alessandro Limongelli e Giuseppe Wittinch.

### Architetture religiose
- Basilica di Santa Croce a Via Flaminia, su via Guido Reni.

Basilica neoromanica edificata nel 1913 per ricordare il XVI centenario dell'Editto di Milano, consacrata nel 1918, sede parrocchiale dal 1914.
- Chiesa di Sant'Andrea del Vignola, su via Flaminia. Chiesa del XVI secolo.

Progetto di Jacopo Barozzi da Vignola.
- Oratorio di Sant'Andrea a Ponte Milvio, su via Flaminia. Oratorio risalente al XV secolo

Edificato sul luogo ove papa Pio II si recò incontro al cardinale Bessarione che portava a Roma la testa dell'apostolo Andrea.

### Altro
- Porta del Popolo
- Scalo De Pinedo, sul lungotevere Arnaldo da Brescia.[7]

### Monumenti
- Monumento a Matteotti

### Ponti
- Ponte Milvio (Marco Emilio Scauro, 110-109 a.C.)
- Ponte Duca d'Aosta (Vincenzo Fasolo, 1939-1942)
- Ponte Risorgimento (Studio Tecnico degli ingg. Ferrero e Porcheddu, su sistema di François Hennebique, 1911)
- Ponte Giacomo Matteotti (Augusto Antonelli, 1929)
- Ponte Pietro Nenni, ponte della metropolitana (Luigi Moretti, 1971-1972)
- Ponte della Musica-Armando Trovajoli (Powell-Williams Architects, 2011)

## Cultura

### Musei
- MAXXI - Museo nazionale delle arti del XXI secolo, su via Guido Reni.
- Museo Hendrik Christian Andersen, su via Pasquale Stanislao Mancini.

### Teatro
- Teatro Olimpico, su piazza Gentile da Fabriano.

## Geografia antropica

### Urbanistica
Nel territorio del quartiere Flaminio si estende l'omonima zona urbanistica 2C.

### Odonimia
Il quartiere è delimitato, per l'intera lunghezza del suo confine orientale, dall'omonima via Flaminia, che inizia dal piazzale Flaminio presso Porta del Popolo.
Lungoteveri
Il quartiere include quattro tratti del lungotevere di sinistra, denominati:
- Grande Ammiraglio Thaon di Revel, Flaminio, delle Navi e Arnaldo da Brescia.

Ponti
- del Risorgimento, della Musica-Armando Trovajoli, Duca d'Aosta, Giacomo Matteotti, Milvio, Pietro Nenni.

Le strade dell'area a nord di piazzale delle Belle Arti sono intitolate ad architetti e pittori. Quelle dell'area a sud di piazzale delle Belle Arti sono dedicate a filosofi, politici e giuristi del XVIII e XIX secolo.

## Sport

### Pallacanestro
- Luiss Roma che, nel campionato 2019-2020, milita nel campionato maschile di Serie B.[8]